# Locativus
A locativus egy olyan nyelvtani eset, ami helyet jelöl meg, de a hely megjelölése nem fejez ki semmiféle különleges térbeli viszonyt. A magyarból gyakorlatilag kiveszett, csupán néhány településnév őrzi: ragja a „-t/-tt”. Helyette azonban számos, pontosabb meghatározást lehetővé tévő eset alakult ki, például az inessivus („-ban/-ben”) vagy a superessivus („-on/-en/-ön”). Egyes nyelveken ilyen megkülönböztetés nincs: ilyenkor az ottani locativusi toldalék egyaránt lefordítható úgy, mint „-ban/-ben”, „-on/-en/-ön” vagy „-nál/-nél”.

## Az egyes nyelvekben

### Indoeurópai nyelvek
A locativus része volt a feltételezett indoeurópai alapnyelv nyolcas esetrendszerének, ennek megfelelően megtalálható számos indoeurópai nyelvben, a görögben, a szanszkritban (olykor más esetekkel egybeolvadva):
- a latinban beolvadt az instrumentalisból és a separativusból alkotott új esetbe, az ablativusba, de egyes szavakban megmaradt,
- a balti-szláv nyelvekben,
- az oroszban,
- bizonyos Indiában beszélt nyelvek irodalmi változatában.

### Török nyelv
A török nyelv a „-de/-da” toldalékkal jelöli: el.im.de – „kezemben”. A részletesebb magyar rendszerben ez a toldalék helyzettől függően a „-ban/-ben”, „-on/-en/-ön", vagy „-nál/-nél” ragnak felel meg.

### Magyar nyelv
A magyarban kilencféle helyhatározói eset létezik; ezen felül azonban számon tartanak egy különálló locativus esetet, amit csupán néhány városnévben, a inessivusszal vagy a superessivusszal felváltva használnak. Ragja, a „-t/-tt” finnugor eredetre megy vissza, de ugyanígy megtalálható a török nyelvben is.
A városneveken kívül névutókban és névmásokban is előfordul; ez egykori termékenységére utal.
Példák:
- Győrött, Pécsett, Kaposvárt, Kaposvárott, Székesfehérvárt, Székesfehérvárott, Kolozsvárt, Kolozsvárott, Vácott;
- itt, ott, imitt, amott, alatt, fölött, között stb.